# بانو سون
بانو سون (ش. ۱۸۰–۲۱۱)، همچنین با نام سون رن در رمان تاریخی قرن چهاردهم، عاشقانه سه پادشاهی و سان شانگ شیانگ  در اپرای چینی و فرهنگ معاصر، یک نجیب‌زاده چینی بود که در طول دوران زندگی می‌کرد. اواخر سلسله هان شرقی  او دختر جنگ‌سالار سون جیان بود و برادران بزرگتر (معروف) او جنگ‌سالاران سون سه و سون کوان بودند که ایالت وو شرقی را در دوره سه پادشاهی تأسیس کردند. زمانی در سال ۲۰۹، او با رهبر جنگ لیو بی ازدواج کرد تا اتحاد بین لیو بی و سون کوان را تقویت کند. در حدود سال ۲۱۱، زمانی که لیو بی استان جینگ (شامل هوبی و هونان امروزی) را ترک کرد و در استان یی (شامل سیچوان و چونگ کینگ امروزی) ساکن شد، به قلمرو سون کوان بازگشت.

## زندگی
بانو سون دختر سون جیان بود. هویت مادرش ثبت نشده است. او چهار برادر داشت که از بانو وو به دنیا آمدند - سون سه، سون کوان، سون یی و سون کوانگ. نام شخصی او در تاریخ ثبت نشده است. همچنین ترتیب تولد او و برادرانش سون یی و سون کوانگ مشخص نیست.
در طول سال ۲۰۹، بانو سون با جنگ‌سالار لیو بی ازدواج کرد تا اتحاد بین لیو بی و سون کوان را تقویت کند. این ازدواج احتمالاً در شهرستان گونگان انجام شده است زیرا مرکز استان جینگ بوده و لیو بی در آن زمان اسماً فرماندار استان بوده است.  بانو سون به عنوان فردی با استعداد و درخشان شناخته شده بود. او همچنین شخصیتی جسور و بسیار خشن داشت، با شخصیتی که یادآور برادران بزرگترش بود. او بیش از صد خدمتکار زن داشت که شمشیر می‌بردند و بیرون اتاقش نگهبانی می‌دادند. لیو بی نیز نسبت به بانو سون مشکوک بود و می‌ترسید. مشاور لیو بی، ژوگه لیانگ یک بار گفت: "زمانی که ارباب ما [لیو بی] در گونگان بود، از نفوذ سائو سائو در شمال می‌ترسید و از حضور سون کوان در شرق می‌ترسید. حتی در قلمرو خود می‌ترسید که بانو سون باعث دردسر می‌شود.» در سال ۱۲۱، فا ژنگ توسط لیو ژانگ فرستاده شد تا با لیو بی ائتلافی علیه تهدیدهای آینده سائو سائو در هانژونگ ایجاد کند. هنگامی که او در استان جینگ بود، با بانو سون ملاقات کرد، که تأثیر زیادی روی او گذاشت زیرا از لیو بی خواست تا او را به وو برگرداند.
بانو سون خود را خواهر یک جنگ سالار قدرتمند می‌دید و نه تنها به شیوه ای متکبرانه و لجام گسیخته عمل می‌کرد، بلکه به محافظان و کارکنان شخصی خود اجازه داد تا در استان جینگ رفتار غیرقانونی داشته باشند. به همین دلیل، لیو بی به‌طور ویژه ژنرال خود ژائو یون را که او را فردی جدی و با وجدان می‌دانست، منصوب کرد تا بر امور داخلی استان جینگ نظارت کند و نظم و قانون را حفظ کند. در حدود سال ۲۱۱، لیو بی استان جینگ را برای حمله به جنگ‌سالار لیو ژانگ در استان یی ترک کرد در حالی که بانو سون در استان جینگ باقی ماند. وقتی سون کوان شنید که لیو بی به استان یی سفر کرده است، کشتی را برای آوردن او فرستاد. بانو سون تلاش کرد پسر لیو بی لیو شان (که از همسر دیگر لیو بی، لیدی گان به دنیا آمد) را با خود به قلمرو سون کوان بیاورد. با این حال، ژائو یون و ژانگ فی، یکی دیگر از ژنرال‌های لیو بی، مردان خود را هدایت کردند تا او را در طول راه رهگیری کنند و لیو شان را بازیابی کنند. هیچ چیزی در تاریخ در مورد آنچه برای بانو سون پس از بازگشت به خانه اتفاق افتاد ثبت نشده است.

## نام‌ها
نام‌های دیگر بانو سون عبارتند از:
- سون رن (孙仁;孫仁;)، در رمان تاریخی قرن چهاردهم، عاشقانه سه پادشاهی.[۱۵]
- سون شانگ شیانگ (孙尚香؛ 孫尚香؛)، در نمایشنامه و فرهنگ عامه.
- شیائو جی (枭姬;梟姬;)، نام مستعار در فرهنگ عامه.
- گونگ‌یائو جی (弓腰姬؛)، نام مستعار در ترجمه ژاپنی رمان عاشقانه سه پادشاهی توسط ایجی یوشیکاوا.

## در عاشقانه سه پادشاهی
بانو سون به عنوان شخصیتی در رمان تاریخی قرن چهاردهم عاشقانه سه پادشاهی ظاهر می‌شود که وقایع تاریخی قبل و در طول دوره سه پادشاهی را رمانتیک می‌کند. نام او در این رمان سون رن (孫仁) بود، که او را به عنوان زنی آتشین و مصمم و ماهر در هنرهای رزمی نشان می‌دهد. رویدادهای ساختگی در رمان شامل ازدواج او با لیو بی و متعاقب آن خودکشی با شنیدن خبر دروغ مرگ او است.

## در فرهنگ عامه

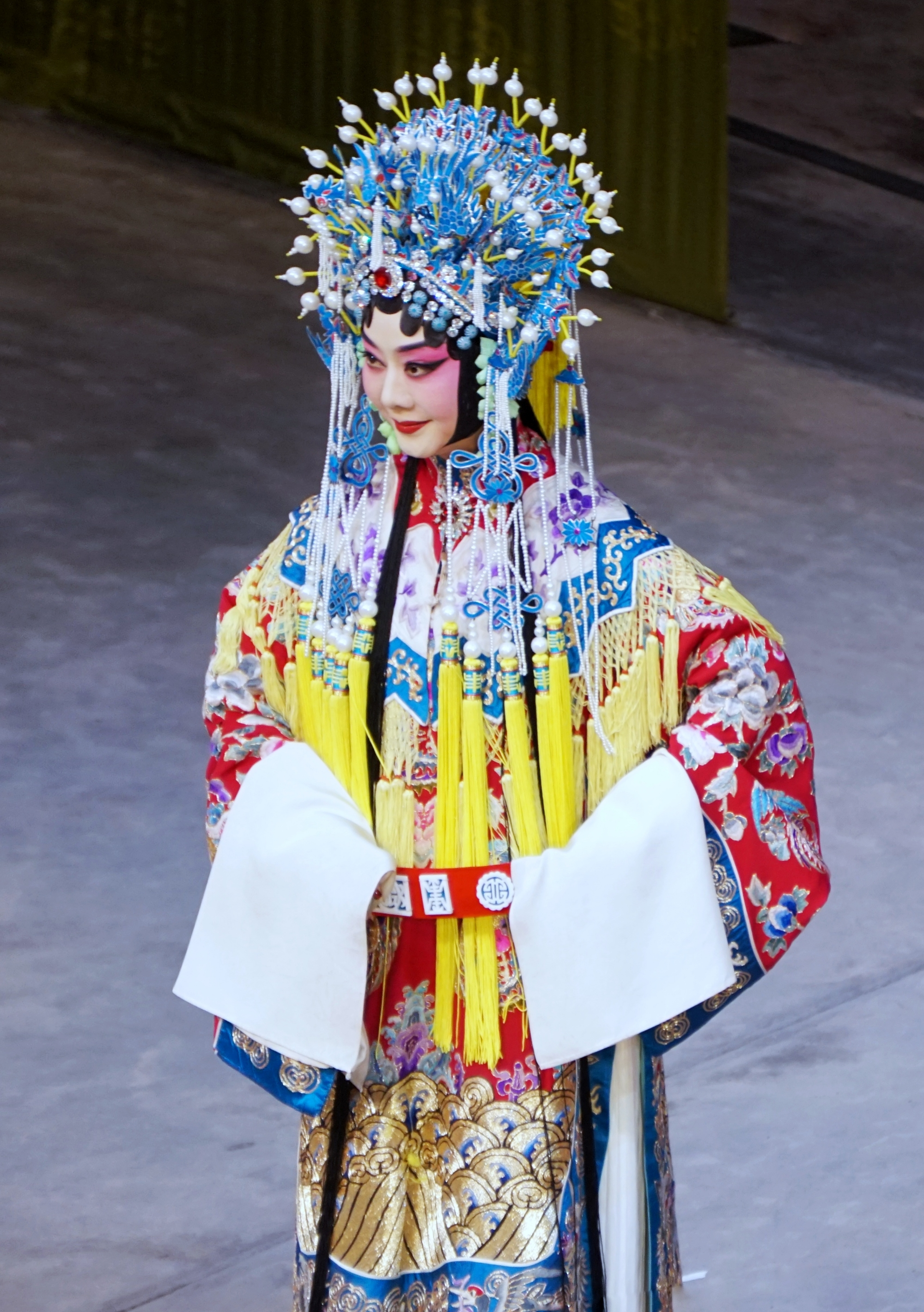
لی ژنگ‌سو، ستاره اپرای پکن در نقش سان شانگ شیانگ، پکن، ۴ ژانویه ۲۰۲۰.

بانو سون یک شخصیت بازی در سری بازی‌های ویدئویی Dynasty Warriors Koei است. او همچنین در Warriors Orochi ظاهر می‌شود که یک تقاطع بین جنگجویان سلسله و جنگجویان سامورایی است. از او در هفت قسمت اول این مجموعه با نام «سان شانگ شیانگ» و از قسمت هشتم به بعد با نام «سان شانگ شیانگ» یاد می‌شود.
در فیلم Kessen 2 کوئی، او «سان لی» نامیده می‌شود و یکی از علایق عاشقانه لیو بی است.
بازیگر چینی ژائو وی در فیلم جنگی حماسی چینی در سال ۲۰۰۸ به کارگردانی جان وو نقش سان شانگ شیانگ را ایفا کرد. در قسمت اول، او و محافظان زنش، نیروهای کائو کائو را به کمین می‌کشند. در قسمت دوم، او به اردوگاه کائو کائو نفوذ می‌کند و نقشه ای از آرایش دشمن ترسیم می‌کند.
بانو سون توسط Pets Tseng در سریال درام بت تایوانی KO3an Guo در سال ۲۰۰۹ به تصویر کشیده شد که عاشقانه سه پادشاهی را در یک محیط دبیرستانی امروزی جعل می‌کند. در درام، سان مورد علاقه شیو است که همتای بعد آهنی لیو بی است.
در بازی Total War: Three Kingdoms او سان رن نام دارد. سان رن که در ابتدا به عنوان یک کودک در شجره نامه کمپین سان جیان ظاهر شد، بعداً در بزرگسالی تبدیل به یک شخصیت قابل بازی در بازی می‌شود.